# Austroscyphus phoenicorhizus
Austroscyphus phoenicorhizus là một loài rêu trong họ Balantiopsaceae. Loài này được Grolle R.M. Schust. mô tả khoa học đầu tiên năm 1985.